# Neukölln
Neukölln Berlin nyolcadik kerülete (németül Bezirk Neukölln). Körülbelül 310 000 lakossal rendelkezik. A vele megegyező nevű negyedről kapta a nevét, ami az északi részén terül el.

## Földrajz
Neukölln Berlin déli részén terül el, nyugatról Tempelhof–Schöneberg, keletről  Treptow-Köpenick, északról pedig Friedrichshain-Kreuzberg, délről pedig Brandenburg tartomány határolja.

### Negyedek
| Név                 | Terület (km²) | Népesség (2013) | Népsűrűség (fő/km²) | Térkép                   |
| ------------------- | ------------- | --------------- | ------------------- | ------------------------ |
| (0801) Neukölln     | 11,71         | 165 086         | 14 098              | Neukölln kerület térképe |
| (0802) Britz        | 12,40         | 40 538          | 3 269               | Neukölln kerület térképe |
| (0803) Buckow       | 6,35          | 39 043          | 6 149               | Neukölln kerület térképe |
| (0804) Rudow        | 11.81         | 40 999          | 3 472               | Neukölln kerület térképe |
| (0805) Gropiusstadt | 2,67          | 36 487          | 13 666              | Neukölln kerület térképe |
| Összesen            | 44,93         | 322 153         | 7 170               | Neukölln kerület térképe |

## Története
Neuköllnt először 1360 körül említik mint „Richardsdorp”. A négyhatalmi megszállás alatt, 1945 és 1990 között az amerikai szektor része volt.

## Népesség

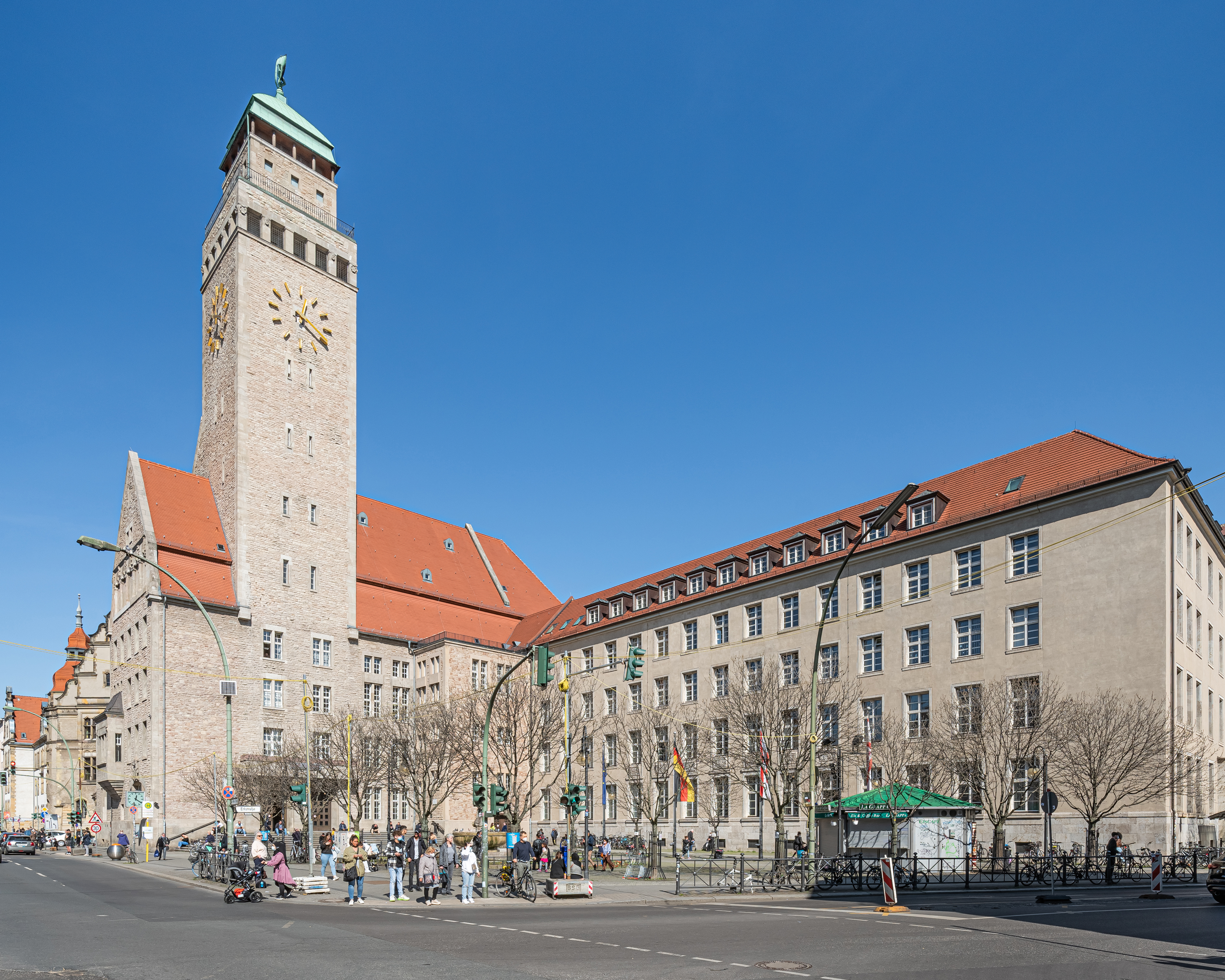
A városháza

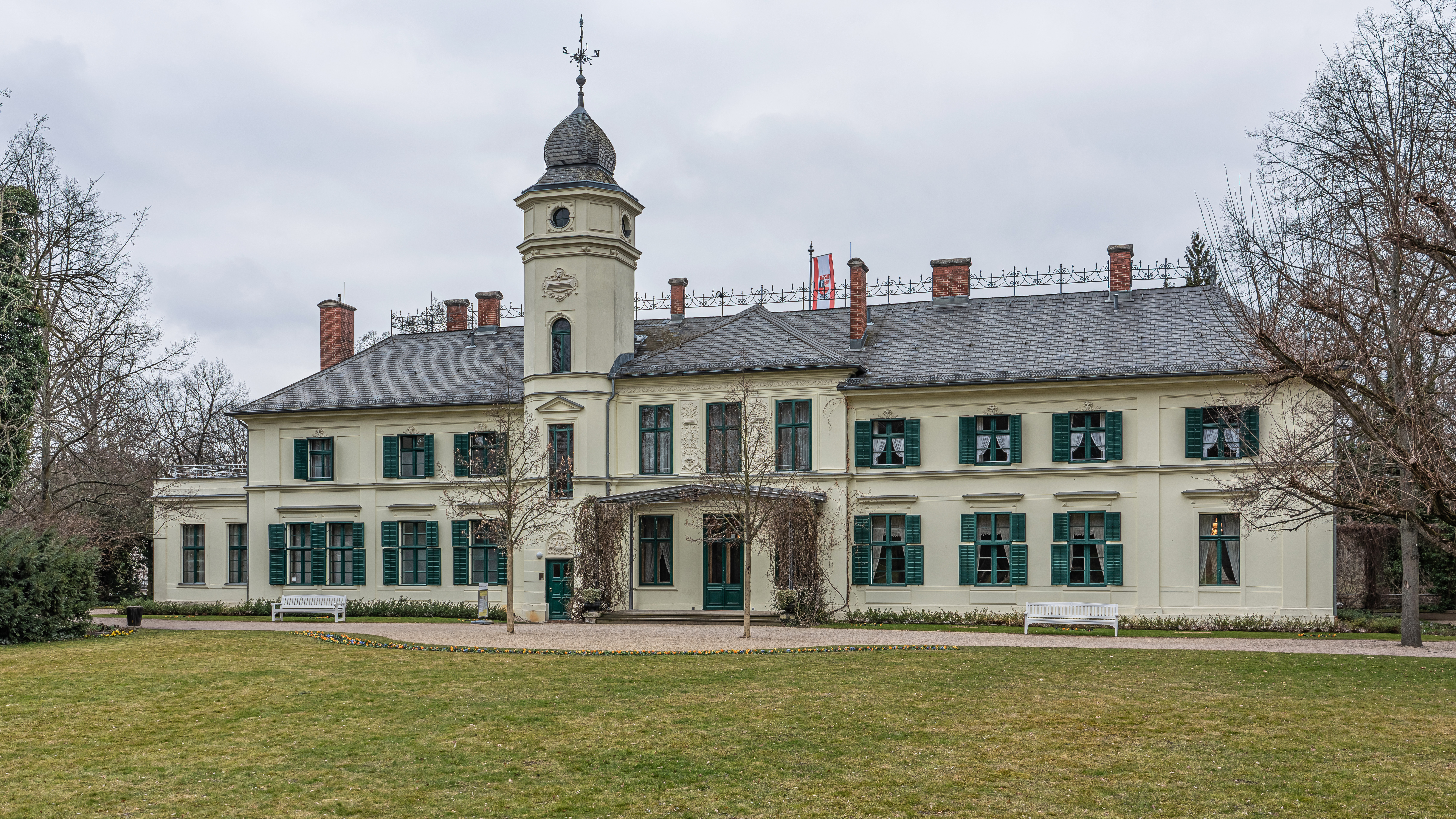
Britz-kastély

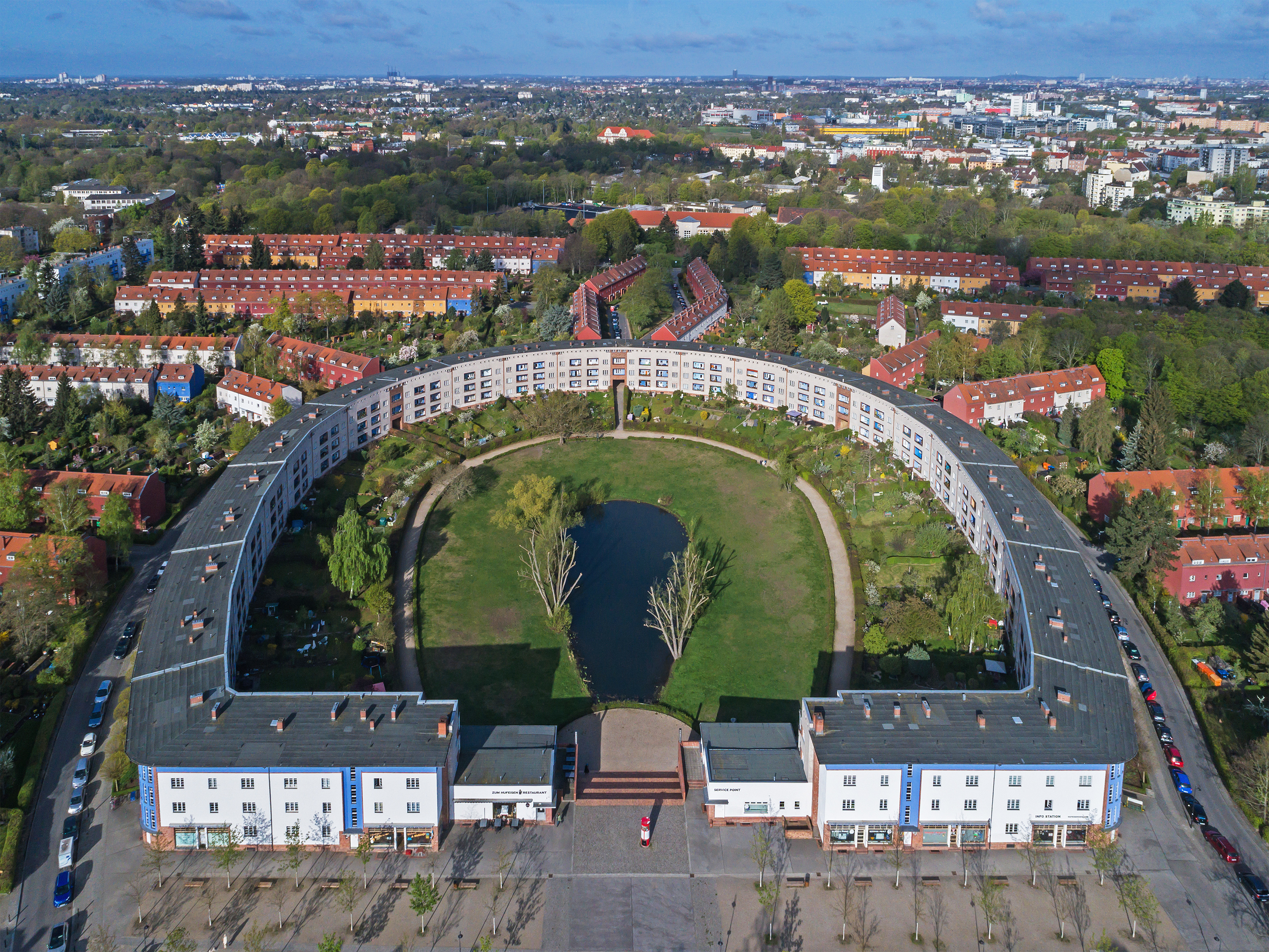
Britz Nagytelep

2013. december 31-iki népszámlálás szerint a kerület lakossága 311.943 fő volt 44,9 km²-en, ami 6.943 fő/km² népsűrűséget jelent.

## Politika

### Polgármesterek
- 1920–1933 Alfred Scholz (SPD)
- 1933–1945 Kurt Samson (NSDAP)
- 19450 Martin Ohm
- 1945–1946 Heinz Pagel
- 19460 Hermann Harnisch (SPD/SED)
- 1946–1947 Wilhelm Dieckmann (SPD)
- 1947–1949 Richard Timm (SPD)
- 1949–1959 Kurt Exner (SPD)
- 1959–1971 Gerhard Lasson (SPD)
- 1971–1981 Heinz Stücklen (SPD)
- 1981–1989 Arnulf Kriedner (CDU)
- 1989–1991 Frank Bielka (SPD)
- 1991–1992 Heinz Buschkowsky (SPD)
- 1992–1995 Hans Dieter Mey (CDU)
- 1995–2001 Bodo Manegold (CDU)
- 2001–2015 Heinz Buschkowsky (SPD)
- 2015–2018 Franziska Giffey (SPD)
- 2001–0Martin Hikel (SPD)

## Külső hivatkozások
- Neukölln honlapja